# 盧士宗
盧士宗（997年—1068年），字公彦，潍州昌乐（今山东昌乐县）人，北宋文臣。

## 生平
盧士宗以精通《五经》入仕，授审刑院详议、编敕删定官，提点江西刑狱。後經侍讲杨安国推薦，再升任天章阁侍讲。累官虞部员外。皇祐元年十二月乙丑，仁宗御駕延和殿，诏讲官悉升殿听其讲《周易·泰卦》，加直龙图阁、天章阁侍制，赐三品服。因年老改任沂州知府。熙宁元年（1068年），以礼部侍郎辭歸，不久卒。

## 延伸阅读
[在维基数据编辑]
 《宋史/卷330》，出自脱脱《宋史》